# باري غريفيثز
باري غريفيثز (بالإنجليزية: Barry Griffiths)‏ هو لاعب كرة قدم بريطاني في مركز حراسة المرمى، ولد في 21 نوفمبر 1940 في مانشستر في المملكة المتحدة. لعب مع نادي ألترينتشام.